# Cacciatori di dote
Cacciatori di dote è un film italiano del 1961, diretto da Mario Amendola.

## Trama
Due spiantati, un attore d'avanspettacolo ed un nobile, decidono di sposare una bella e ricca vedova: il nobile, finanziato dal maggiordomo, convince la vedova a trasferirsi da lui ma le circostanze portano in casa sua anche il notaio e l'attore: le schermaglie tra i due spiantati vengono interrotte dalla rivelazione che il notaio ha ucciso il marito della donna per sposarla, per interesse. 
L'assassino minaccia quindi la vedova, per timore che ella sposi uno dei due pretendenti, costringendo la donna ad avvelenarlo: a questo punto però l'attore e il nobile si trovano costretti a non far trovare il corpo alla polizia, per trovarsi alla fine gabbati dall'annuncio del matrimonio tra la ricca vedova e il maggiordomo, dimostratosi sempre pronto a risolvere i problemi.